# Andréi Luniov
Andréi Luniov (en ruso: Андрей Евгеньевич Лунёв; Moscú, 13 de noviembre de 1991) es un futbolista profesional ruso que juega como guardameta en el F. C. Dinamo Moscú de la Liga Premier de Rusia.

## Biografía
Andréi Luniov inició su carrera futbolística en el Torpedo de Moscú en la Primera División de Rusia en 2009, para luego jugar en el FC Kaluga y en el FC Saturn Ramenskoye de la misma división.
El 29 de julio de 2015 firmó por el FC Ufa de la Liga Premier de Rusia un contrato de un año, hizo su debut en la Premier League rusa el 11 de septiembre de 2016 en un partido contra el FC Krasnodar.
El 23 de diciembre de 2016 se trasladó al Zenit de San Petersburgo, firmando un contrato de 4,5 años con el club. Tras la finalización del mismo, decidió probar suerte fuera de Rusia y en julio de 2021 firmó por dos años con el Bayer 04 Leverkusen alemán. Durante ese periodo de tiempo disputó tres encuentros y quedó libre al expirar su contrato.
El 19 de agosto de 2023 se hizo oficial su fichaje por el Qarabağ F. K. por una temporada con opción a otra. Tras la primera de ellas regresó a Rusia para jugar en el F. C. Dinamo Moscú hasta 2026.

## Selección nacional
Hizo su debut para el seleccionado de Rusia el 10 de octubre de 2017 en un partido amistoso contra la selección de Irán.
El 3 de junio de 2018 fue incluido por Stanislav Cherchésov, técnico ruso, en la nómina definitiva para la Copa Mundial de la FIFA 2018 de Rusia.

## Clubes
| Club                     | País       | Año       |
| ------------------------ | ---------- | --------- |
| F. C. Torpedo Moscú      | Rusia      | 2009-2014 |
| F. C. Istra (cedido)     | Rusia      | 2012      |
| F. C. Kaluga (cedido)    | Rusia      | 2013-2014 |
| F. C. Saturn Ramenskoye  | Rusia      | 2015      |
| F. C. Ufa                | Rusia      | 2015-2016 |
| Zenit de San Petersburgo | Rusia      | 2017-2021 |
| Bayer 04 Leverkusen      | Alemania   | 2021-2023 |
| Qarabağ F. K.            | Azerbaiyán | 2023-2024 |
| F. C. Dinamo Moscú       | Rusia      | 2024-     |

## Palmarés

### Títulos nacionales
| Título                     | Club                     | País       | Año  |
| -------------------------- | ------------------------ | ---------- | ---- |
| Liga Premier de Rusia      | Zenit de San Petersburgo | Rusia      | 2019 |
| Liga Premier de Rusia      | Zenit de San Petersburgo | Rusia      | 2020 |
| Copa de Rusia              | Zenit de San Petersburgo | Rusia      | 2020 |
| Supercopa de Rusia         | Zenit de San Petersburgo | Rusia      | 2020 |
| Liga Premier de Rusia      | Zenit de San Petersburgo | Rusia      | 2021 |
| Liga Premier de Azerbaiyán | Qarabağ F. K.            | Azerbaiyán | 2024 |
| Copa de Azerbaiyán         | Qarabağ F. K.            | Azerbaiyán | 2024 |